# ماتیاس یونسون
ماتیاس یونسون (سوئدی: Mattias Jonson؛ زادهٔ ۱۶ ژانویهٔ ۱۹۷۴) بازیکن فوتبال اهل سوئد است.

## تیم ملی
وی همچنین در تیم ملی فوتبال سوئد بازی کرده‌است.